# CD Cobeña
CD Cobeña is een Spaanse voetbalclub. Thuisstadion is het La Dehesa in Cobeña in de autonome regio Madrid. Het team speelt sinds 2007/08 in de Tercera División Grupo 7.

## Historie
CD Cobeña bestaat al sinds 1955 maar de geschiedenis in het Spaanse profvoetbal is nog zeer vers. Pas in het seizoen 2004/05 verschijnt het ten tonele in de Tercera División waar het al na 2 seizoenen promoveert via de 3e plaats en de play-offs. Na een jaar in de Segunda División B degradeert de club weer.

## Bekende (oud-)spelers
- Mutiu Adepoju

RSD Alcalá ·
Alcobendas ·
AD Alcorcón B ·
Real Aranjuaz CF ·
Atlético de Pinto · 
RCD Carabanchel ·
AD Complutense Alcalá ·
CD El Álamo ·
Flat Earth FC ·
CD Leganés B ·
ED Moratalaz ·
Móstoles CF ·
CD Móstoles URJC · 
AD Parla ·
Pozuelo ·
Rayo Vallecano B ·
San Fernando · 
DAV Santa Ana ·
AD Torrejón CF ·
CF Trival Valderas ·
AD Unión Adarve ·
FC Villanueva del Pardillo ·
SAD Villaverde San Andrés